# Нарбон
Нарбон (фр. Narbonne) град је у Француској у региону Лангдок-Русијон, у департману Од.
По подацима из 2006. године број становника у месту је био 50.776.

## Географија
Нарбон је град на југу Француске у области Окситанија. Налази се на 849 км од Париза у департману Од и његов је највећи град. Налази се на око 15 км од обале Средоземног мора, а до промене тока реке Од у 14 веку, био је значајна лука. Каналом је повезан са реком Од и Каналом де Миди.

## Демографија
| 1962.  | 1968.  | 1975.  | 1982.  | 1990.  | 1999.  | 2006.  | 2011.  |
| ------ | ------ | ------ | ------ | ------ | ------ | ------ | ------ |
| 33.891 | 38.441 | 39.342 | 41.565 | 45.849 | 46.510 | 50.776 | 51.546 |

## Катедрала
Готичка катедрала у Нарбону и данас спада међу највеће у Француској. Посвећена је св. Јустину а градња је почела 1272. г. Никад није завршена а педставља главну туристичку атракцију града.

## Партнерски градови
- Аоста
- Гросето
- Солфорд
- Вајлхајм у Горњој Баварској